# HD 160054
HD 160054，又名BD+30 3033，SAO 66175、HR 6570，是一颗恒星，视星等为6.02，位于銀經55，銀緯28.59，其B1900.0坐标为赤經17h 32m 48.3s，赤緯+30° 28.59′ 48″。